# Hikawa-jinja (Akasaka)
À ne pas confondre avec les Hikawa-jinja de Saitama et de Shibuya.

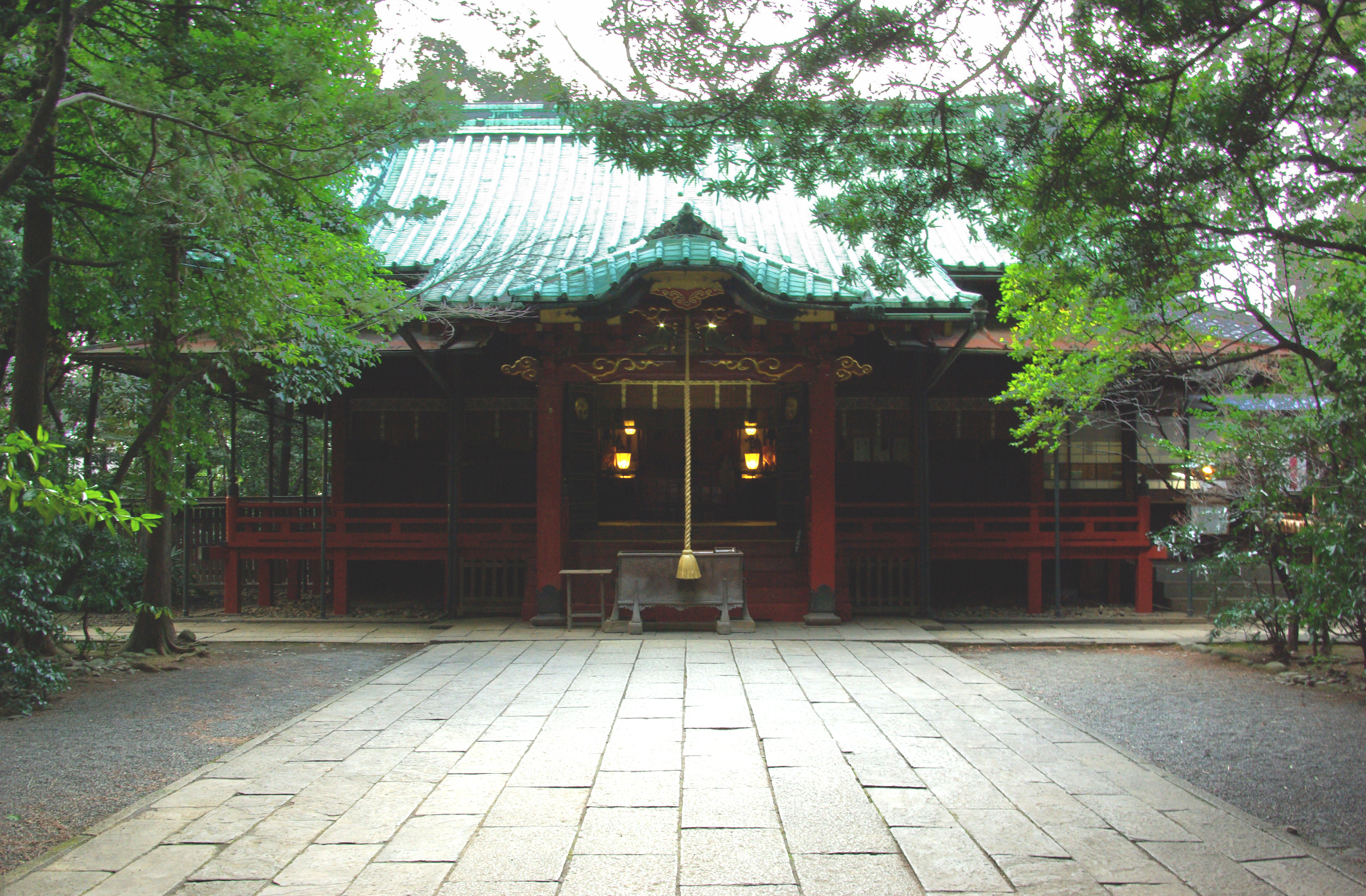
Le sanctuaire Hikawa.

Le Hikawa-jinja (氷川神社) est un sanctuaire shinto situé à Akasaka, Tokyo, au Japon.
À Tokyo, c'est le plus connu des 59 sanctuaires branches du Hikawa-jinja, désigné principal sanctuaire shinto  (ichi-no-miya) pour l'ancienne province de Musashi
.

## Histoire
Les bâtiments de ce sanctuaire sont construits en 1730 sous le patronage de Tokugawa Yoshimune pour devenir son sanctuaire personnel.

## Source
- (en) Louis-Frédéric Nussbaum (trad. Käthe Roth), Japan Encyclopedia, Cambridge, Harvard University Press, 2005 (ISBN 0-674-01753-6, OCLC 58053128], lire en ligne).